# Изошур (Кезский район)
Изошур — опустевшая деревня в Кезском районе Удмуртской республики.

## География
Находится в северо-восточной части Удмуртии на расстоянии приблизительно 12 км на восток по прямой от районного центра поселка Кез.

## История
Была известна с 1873 года как починок с 2 дворами, в 1905 — 11 дворов, в 1920 — 11 (7 удмуртских и 4 русских), в 1924 — 13. До 2021 года входила в состав Сюрзинского сельского поселения.

## Население
Постоянное население составляло 7 человек (1873), 90 (1905), 101 (1924), 6 человека в 2002 году (удмурты 83 %), 0 в 2012.